# کودای انوموتو
کودای انوموتو (انگلیسی: Kodai Enomoto؛ زادهٔ ۵ نوامبر ۱۹۹۴) بازیکن فوتبال اهل ژاپن است.